# Cesarino Dante Cioce
Cesarino Dante Cioce (Barletta, 13 febbraio 1925 – 19 gennaio 2000) è stato un politico italiano.

## Biografia
Avvocato ed esponente pugliese del Partito Socialista Democratico Italiano. Nel 1979 viene eletto al Senato, dove dal 1981 al 1983 è Presidente della Commissione Giustizia. 
Alle elezioni politiche del 1983 viene rieletto senatore e durante la legislatura ricopre il ruolo di Sottosegretario di Stato al Ministero di grazia e giustizia nel Governo Craxi I e II, dall'agosto 1983 all'aprile 1987.